# Helvibotys pseudohelvialis
Helvibotys pseudohelvialis là một loài bướm đêm trong họ Crambidae.